# Saint-Geniès-de-Comolas
Saint-Geniès-de-Comolas är en kommun i departementet Gard i regionen Occitanien i södra Frankrike. Kommunen ligger i kantonen Roquemaure som tillhör arrondissementet Nîmes. År 2022 hade Saint-Geniès-de-Comolas 2 013 invånare.

## Befolkningsutveckling
Antalet invånare i kommunen Saint-Geniès-de-Comolas
Referens:INSEE